# Parlament Kenii
Parlament Kenii – bikameralny organ władzy ustawodawczej w Kenii. Dzieli się na dwie izby:
- Zgromadzenie Narodowe – izba niższa,
- Senat – izba wyższa.